# Il matrimonio segreto
Il matrimonio segreto è un dramma giocoso di Domenico Cimarosa su libretto di Giovanni Bertati, messo in scena il 7 febbraio 1792 al Burgtheater di Vienna.
Il libretto si basa sulla commedia The clandestine marriage di George Colman il Vecchio e David Garrick del 1766, messa in scena al Drury Lane di Londra.

## Vicende storiche
Fu messo in scena per la prima volta il 7 febbraio 1792 al Burr di Vienna. Il successo sul pubblico viennese fu subito strepitoso; secondo un aneddoto di dubbia veridicità, la stessa sera della prima, per volere dell'imperatore Leopoldo II in persona, l'opera fu interamente rimessa in scena.
Il matrimonio segreto è una delle poche opere comiche settecentesche, insieme alla trilogia dapontiana di Mozart (Le nozze di Figaro, Don Giovanni, Così fan tutte), a essere presente nel repertorio contemporaneo, essendo tuttora considerata un'opera viva, carica di freschezza e una delle opere buffe per eccellenza.

## Interpreti della prima assoluta
| Personaggio    | Tipologia vocale | Interpreti della prima 7 febbraio 1792 (direttore Domenico Cimarosa) |
| -------------- | ---------------- | -------------------------------------------------------------------- |
| Geronimo       | basso            | Giambattista Serafino Blasi                                          |
| Elisetta       | soprano          | Giuseppina Nettelet                                                  |
| Carolina       | soprano          | Irene Tomeoni                                                        |
| Fidalma        | mezzosoprano     | Dorotea Bussani                                                      |
| Conte Robinson | basso            | Francesco Benucci                                                    |
| Paolino        | tenore           | Santi Nencini                                                        |

## Trama

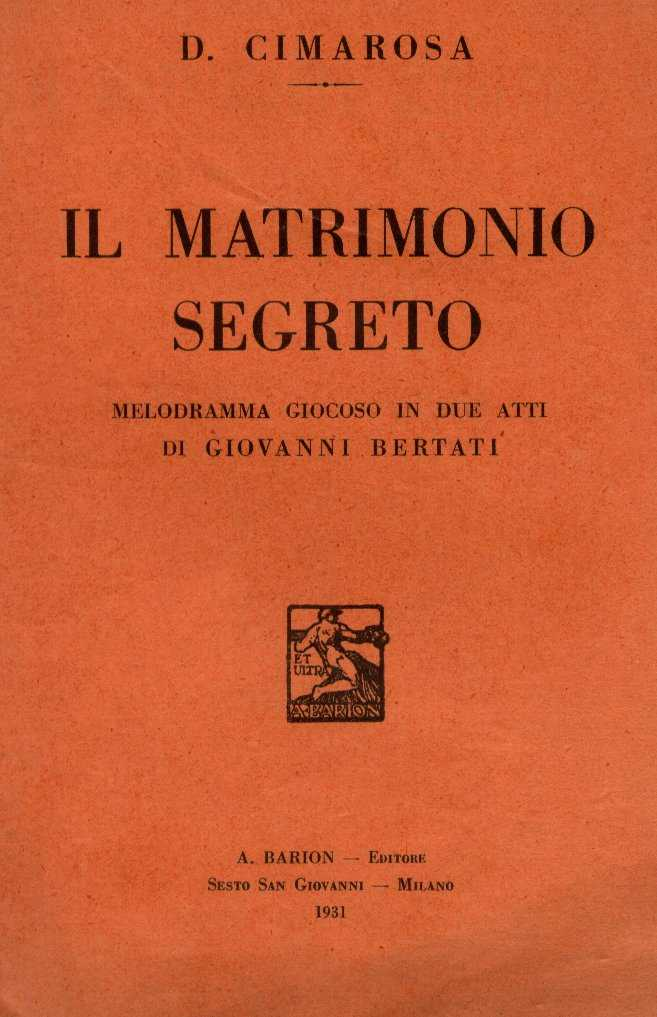
Libretto edizione Barion 1931

Paolino e Carolina, in preda a un impulso amoroso, si sono sposati in segreto da due mesi e fra ansie e sotterfugi si adorano senza potersi appartenere, il che accresce la loro tenerezza e il loro ardore. Paolino vorrebbe persuadere la sua sposina segreta alla fuga: ella però esita, se pur angustiata da mille pene. Intorno ai due innamorati si muove una piccola folla di personaggi della tipica comicità settecentesca: Geronimo, il padre di Carolina, sordo, avaro e ricco mercante (padrone di Paolino), il conte Robinson, ricco pretendente inglese, Elisetta, la sorella di Carolina, caratterialmente dispettosa, ambiziosa, aspra e maligna (la quale è stata destinata in nozze dal padre al conte Robinson), e la zia Fidalma, ricca vedova che ha investito i suoi capitali nelle imprese del fratello Geronimo, presa anch'essa da un'ardente passione per il giovane Paolino. L'intreccio s'aggroviglia ulteriormente e piacevolmente: il conte Robinson, che secondo i progetti di Paolino dovrebbe sposar Elisetta, appena vede Carolina s'innamora di questa e dell'altra non ne vuol più sapere. Geronimo protesta, ma Robinson gli propone di rinunciare a metà della dote se gli concede la mano di Carolina invece della mano di Elisetta. La rabbia di Elisetta e le dichiarazioni amorose di Fidalma a Paolino complicano ancor più la faccenda, quindi i due decidono di fuggire. La fuga non riesce, giacché il piano verrà scoperto, ma per fortuna tutto si sistema in lieto fine.

## Struttura musicale
- Sinfonia

### Atto I

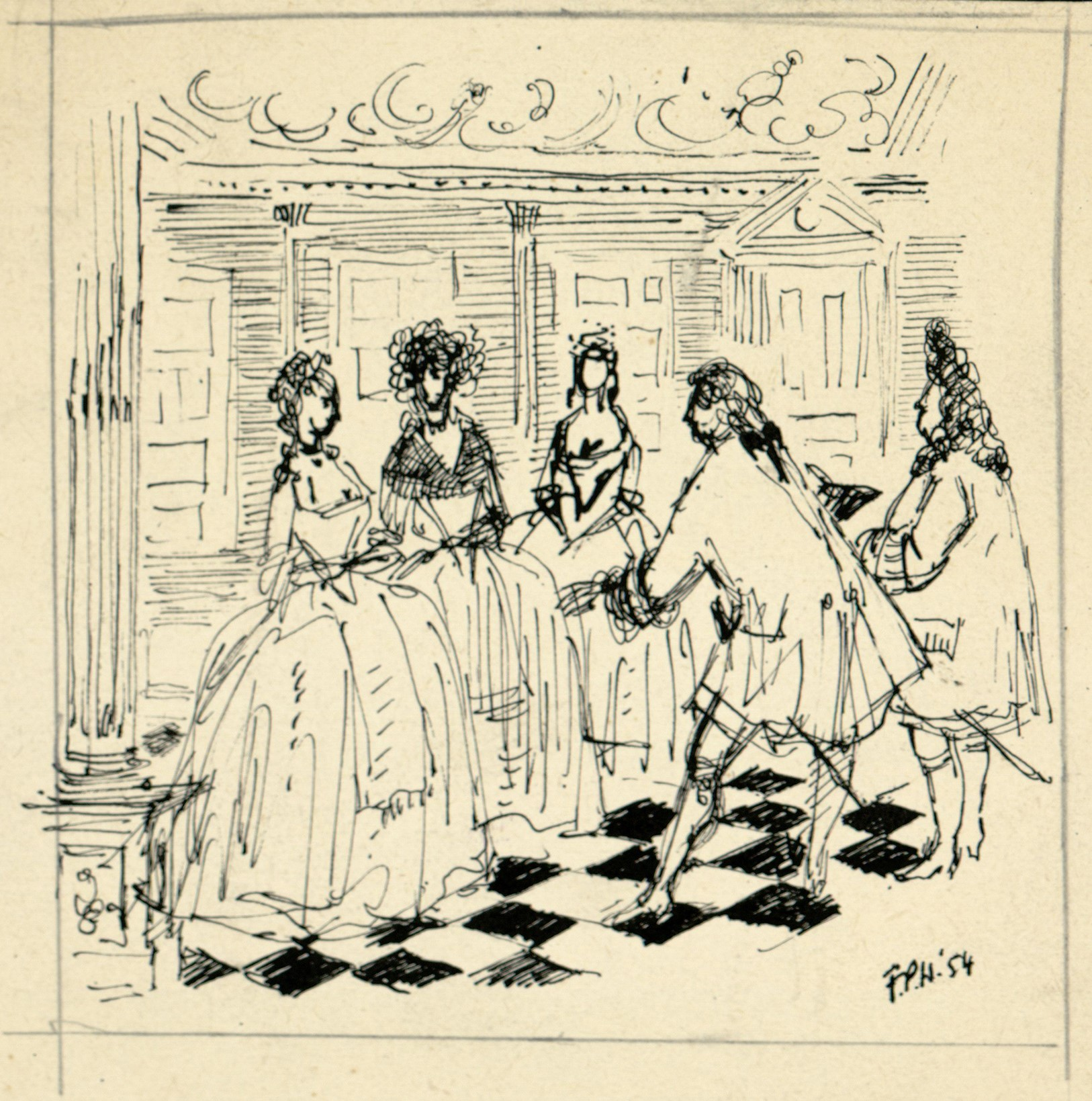
Disegno per copertina di libretto, disegno di Peter Hoffer per Il matrimonio segreto (1954) - Archivio Storico Ricordi

- N. 1 - Introduzione Cara, non dubitar (Paolino, Carolina)
- N. 2 - Duetto fra Carolina e Paolino Io ti lascio perché uniti
- N. 3 - Cavatina di Geronimo Udite, tutti udite
- N. 4 - Terzetto fra Carolina, Elisetta e Fidalma Le faccio un inchino
- N. 5 - Aria di Fidalma È vero che in casa
- N. 6 - Cavatina del Conte Senza, senza cerimonie (Conte, Elisetta, Carolina, Fidalma, Paolino, Geronimo)
- N. 7 - Quartetto Sento in petto un freddo gelo (Conte, Elisetta, Carolina, Fidalma)
- N. 8 - Duetto fra Paolino ed il Conte Signor, deh, concedete
- N. 9 - Aria di Carolina Perdonate, signor mio
- N. 10 - Finale I Tu mi dici che del Conte (Geronimo, Elisetta, Fidalma, Paolino, Carolina, Conte)

### Atto II
- N. 11 - Duetto fra Geronimo ed il Conte Se fiato in corpo avete
- N. 12 - Terzetto fra Paolino, Fidalma e Carolina Sento, ohimè, che mi vien male
- N. 13 - Aria di Paolino Pria che spunti in ciel l'aurora
- N. 14 - Aria del Conte Son lunatico bilioso (Conte, Elisetta)
- N. 15 - Terzetto fra Fidalma, Elisetta e Geronimo Cosa farete? Via, su, parlate
- N. 16 - Recitativo Accompagnato Come tacerlo poi, se in un ritiro
- N. 17 - Quintetto Deh, lasciate ch'io respiri (Carolina, Conte, Elisetta, Fidalma, Geronimo)
- N. 18 - Aria di Elisetta Se son vendicata
- N. 19 - Duetto fra il Conte ed Elisetta Il parlar di Carolina
- N. 20 - Finale II Deh, ti conforta, o cara (Paolino, Carolina, Elisetta, Fidalma, Geronimo, Conte)

## Discografia
| Anno | Cast (Geronimo, Elisetta, Carolina, Fidalma, Paolino, Robinson)                                            | Direttore          | Etichetta           |
| ---- | --- | ------------------ | ------------------- |
| 1950 | Sesto Bruscantini, Ornella Rovero, Alda Noni, Giulietta Simionato, Cesare Valletti, Antonio Cassinelli     | Manno Wolf-Ferrari | Fonit Cetra         |
| 1956 | Carlo Badioli, Eugenia Ratti, Graziella Sciutti, Ebe Stignani, Luigi Alva, Franco Calabrese                | Nino Sanzogno      | EMI                 |
| 1976 | Dietrich Fischer-Dieskau, Julia Varady, Arleen Auger, Julia Hamari, Ryland Davies, Alberto Rinaldi         | Daniel Barenboim   | Deutsche Grammophon |
| 1990 | Enzo Dara, Max René Cosotti, Bruno de Simone, Daniela Mazzuccato, Valeria Baiano                           | Angelo Cavallaro   | Nuova Era           |
| 1992 | Angelo Romero, François Le Roux, Tracey Welborn, Elzbieta Szmytka, Jeannette Fischer, Anne-Marie Owens     | Jesús López-Cobos  | Cascavelle          |
| 1994 | Alfonso Antoniozzi, Janet Williams, Susan Patterson, Gloria Banditelli, William Matteuzzi, Petteri Salomaa | Gabriele Bellini   | Arts                |
| 2008 | Cinzia Forte, Priscille Laplace, Damiana Pinti, Alberto Rinaldi, Mario Cassi, Aldo Caputo                  | Giovanni Antonini  | DYNAMIC             |

## DVD
- Il matrimonio Segreto (Sung in German as Die heimliche Ehe) (Deutsche Oper, Berlin, 1967) - Josef Greindl/Lorin Maazel, Arthaus Musik/Naxos